# Apristurus laurussonii
Apristurus laurussonii е вид хрущялна риба от семейство Scyliorhinidae.

## Разпространение и местообитание
Видът е разпространен във Венецуела, Ирландия, Исландия, Испания (Канарски острови), Португалия (Мадейра), САЩ (Делауеър и Масачузетс) и Хондурас.
Среща се на дълбочина от 55 до 1550 m, при температура на водата от 2,5 до 24,2 °C и соленост 34,9 – 36,2 ‰.

## Описание
На дължина достигат до 69 cm.